# Verband der Studierenden der Universität Zürich
Der Verband der Studierenden der Universität Zürich (VSUZH) ist die öffentlich-rechtliche Körperschaft der Studierenden der Universität Zürich und vertritt diese in ihren bildungspolitischen Anliegen gegenüber der Universität und dem Kanton Zürich. Zudem bietet er Dienstleistungen für seine Mitglieder an.

## Rechtsgrundlage Mitgliedschaft und Organisation
Die Rechtsgrundlage für den VSUZH findet sich in § 20 des Universitätsgesetzes des Kantons Zürich sowie in den Statuten des VSUZH.
Alle Studierenden der Universität Zürich sind automatisch Mitglieder des VSUZH, sie können jedoch bei ihrer erstmaligen Einschreibung sowie später zu Beginn jedes Semesters aus diesem austreten. Die Mitglieder wählen den Rat und haben zudem Mitspracherechte in Form von Initiative und Referendum.
Der Rat bildet die Legislative des VSUZH und wählt alle weiteren Organe sowie die studentischen Vertretungen in Organe der Universität und des Verbands der Schweizer Studierendenschaften. Er wird alle zwei Jahre (erstmals im Mai 2013) durch sämtliche Studierenden der Universität gewählt, wobei nur Mitglieder das passive Wahlrecht besitzen. Die 70 Sitze des Rates werden im Proporzverfahren nach Sainte-Laguë zugeteilt. Im Rat sind sowohl Gruppierungen vertreten, die sich für eine bestimmte politisch-ideologische Ausrichtung als auch solche, die sich für die Interessen der Studierenden eines Fachbereiches oder eines bestimmten Standorts der Universität einsetzen. Zur Bearbeitung bestimmter Themen und zur Erfüllung einzelner Aufgaben bildet der Rat Kommissionen. So existieren beispielsweise Kommissionen für Geschäftsprüfung, Finanzen, Dienstleistungen oder Bildungspolitik.
Der Vorstand ist die Exekutive des VSUZH und führt das operative Tagesgeschäft. Dies beinhaltet unter anderem die Rechnungsführung, die Vorbereitung der Ratssitzungen, sowie den Kontakt zu den Medien und der Universität. Er bereitet die Wahlen vor und organisiert diese. Er ist dafür verantwortlich, die Aufgaben und Aufträge zu erfüllen, die ihm vom VSUZH Rat übertragen werden. Der Vorstand besteht aus sieben Mitgliedern, inklusive eines üblicherweise zweiköpfigen Co-Präsidiums. In seiner Arbeit wird er durch ein geschäftsführendes Sekretariat sowie eine Kommunikationsstelle unterstützt.
Die Aufgabe einer Judikative wird durch die Einsprachekommission (ESK) erfüllt. Sie behandelt Einsprachen gegen Beschlüsse der anderen Organe. Entscheide der ESK können an die Rekurskommission der Zürcher Hochschulen, und von da an das Verwaltungsgericht des Kantons Zürich, weitergezogen werden.

## Geschichte

### Allgemeine Studentenversammlung (1833–1888)
Bei der Gründung der Universität 1833 war eine organisierte Studierendenschaft nicht vorgesehen. Wie schon vorher am Carolinum existierte jedoch eine lose, ab und zu tagende Versammlung der Studierenden – die Allgemeine Studentenversammlung (AStV). Während ihres fünfzigjährigen Bestehens nahm sie eine organisierte Form an (mit einem gewählten Vorstand) und wurde trotz fehlender offizieller Grundlage als Stimme der Studierenden gesehen. Ihre regulären Aktivitäten gingen dabei allerdings kaum über repräsentative Veranstaltungen sowie die Behandlung von Konflikten zwischen Verbindungen oder Studierenden hinaus. Gelegentlich äusserte sie sich in allgemein- und hochschulpolitischen Angelegenheiten, so etwa bereits anlässlich des Straussenhandels von 1839 (und zwar in Verteidigung von David Friedrich Strauß) oder 1872, als sie forderte, auch studierende Frauen müssten ein Maturitätszeugnis aufweisen. Da sich besonders in den letzten Jahrzehnten ihrer Existenz faktisch nur Verbindungsstudenten (die nur eine Minderheit der Studierendenschaft ausmachten) am Vereinsleben beteiligten und nur wenige nichtinkorporierte Studierende bereit waren, einen finanziellen Beitrag an die AStV zu leisten, beschloss sie 1888 ihre Auflösung.

### D.V./D.C., A.D.C., Freistudentenschaft und Korporationen (1888–1919)
Die nächsten Jahrzehnte blieben geprägt vom Gegensatz zwischen inkorporierten Verbindungsstudenten und den «wilden» restlichen Studierenden. Nach der Auflösung der AStV hatte sich eine Delegiertenversammlung der Verbindung (D.V.) gebildet, die sich ab 1892 Delegierten-Convent der Hochschule Zürich (D.C.) nannte und als «offizieller Vertreter der Studentenschaft» begriff. Die «Wilden» erhoben bald Anspruch auf eine eigene Vertretung im D.C., was die Korporationen prinzipiell auch anerkannten, jedoch nicht im von den «Wilden» geforderten Umfang. In der turbulenten Studentenversammlung vom 8. Dezember 1896 setzten sich die Verbindungen schliesslich durch, jedoch nur dank der Stimme der ihnen angehörenden Polytechnikern (d. h. von Studenten der nachmaligen ETH). Die Mehrheit der «Wilden» verliessen darauf unter Protest die Versammlung – die weiter noch den Ausschluss der Frauen beschloss – und gründeten eine eigene Organisation (Academia Turicensis, ab 1904 Wildenschaft, ab 1908 Freistudentenschaft).
Mit dem 1898 gegründeten «Allgemeine Delegierten-Convent» (A.D.C.) versuchte man noch einmal, Korporierte und Nichtinkorporierte zu vereinen, wozu eine äusserst komplizierte Kompromisslösung mit zwei Kammern geschaffen wurde. Der A.D.C. litt jedoch von Anfang an unter den unterschiedlichen Vorstellungen der beiden Seiten: Die Verbindungen interessierten sich hauptsächlich für repräsentative Aktivitäten, während die Freistudentenschaft die Schaffung einer umfassenden «studentischen Gemeinschaft» anstrebte und einen Schwerpunkt auf praktisch-soziale Tätigkeit legte. Immerhin gründete die A.D.C. 1906 die Zentralstelle für studentische Angelegenheiten, die – vorerst in bescheidenem Umfang – sozialstudentische Aufgaben an die Hand nahm (Arbeitsvermittlung, Austausch von gebrauchten Büchern und naturwissenschaftlichen Instrumenten, Einsatz für Vergünstigungen). Im Jahr 1911 eskalierten Streitigkeiten um das Vertretungsverhältnis in den A.D.C.-Institutionen sowie eine Äusserung der Freistudentenschaft zum Mensurwesen, worauf bis zum Januar 1912 sämtliche Verbindungen den Austritt aus dem A.D.C. erklärten, der damit zu existieren aufhörte. Die Zentralstelle wurde von der Freistudentenschaft und nach deren Gründung von der SUZ weitergeführt.

### Studentenschaft der Universität Zürich (1919–1978)

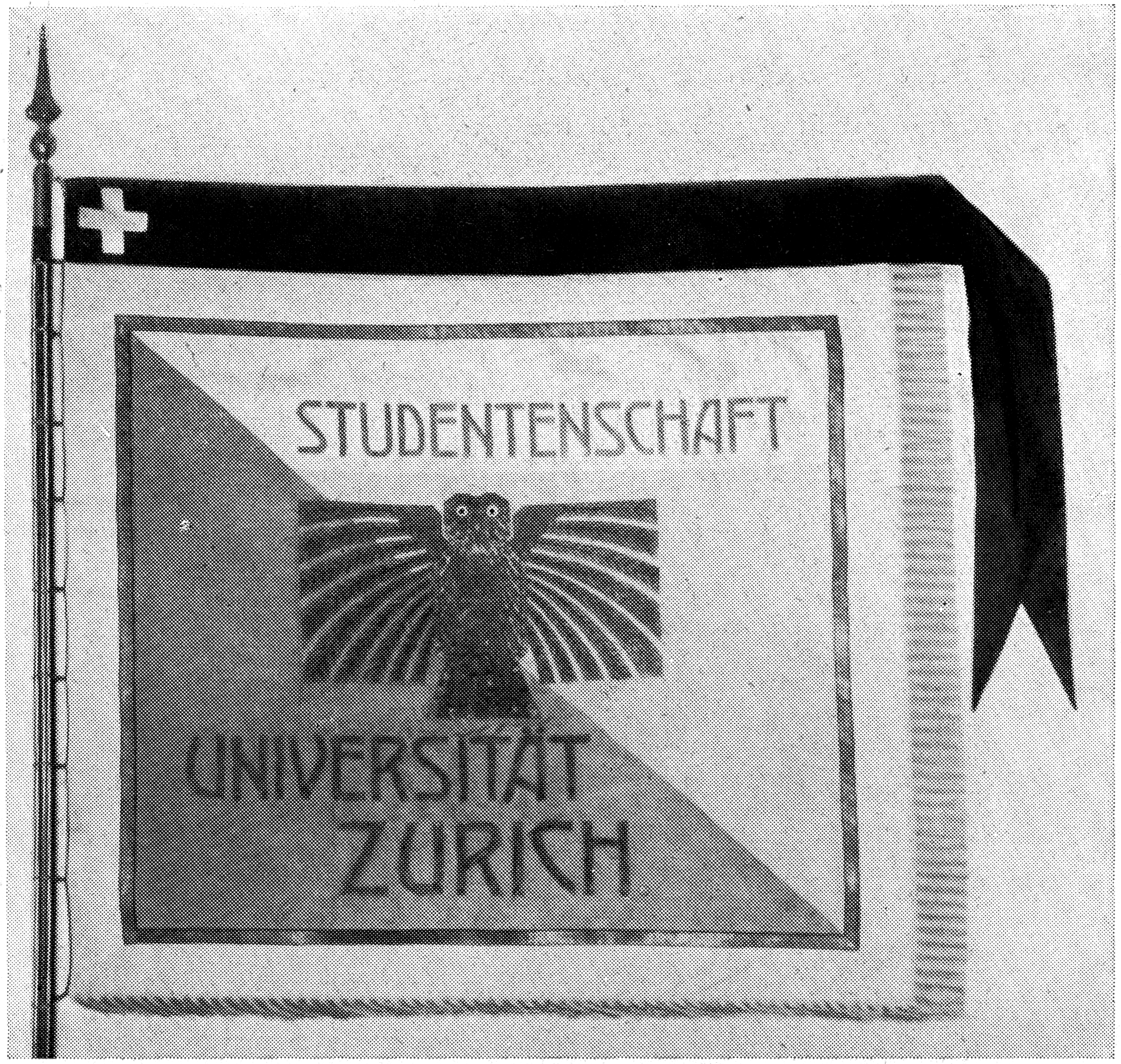
Die Fahne der 1919 gegründeten Studentenschaft der Universität Zürich

Ab 1916 bemühte sich ein Initiativkomitee aus Kreisen der Freistudentenschaft und anderer nichtinkorporierter Studierender intensiv um Schaffung einer studentischen Gesamtorganisation. Fast die Hälfte aller Studierender unterschrieb im Sommer 1917 eine entsprechende Petition. 1919 erliess der kantonale Erziehungsrat schliesslich das erste Reglement über die Organisation der Studentenschaft. Die somit gegründete Studentenschaft der Universität Zürich (SUZ) unterschied sich in zwei wesentlichen Punkten von all ihren Vorgängerorganisationen: der obligatorischen Mitgliedschaft aller immatrikulierten Studierenden (und die dazugehörigen semesterlichen Mitgliederbeiträge) sowie der Gleichbehandlung von inkorporierten und nichtinkorporierten Studierenden.
Durch ihre neue finanzielle Stabilität und Legitimation konnte die SUZ erreichen, was vorher nicht möglich war. Während sechzig Jahren führte sie u. a. ein Reisebüro, gab die Zeitung Zürcher Student heraus, verteilte Darlehen und Stipendien, betrieb Studierendenläden (durch die Zentralstelle ZSUZ) und bot eine Wohnungsvermittlung sowie viele weitere Dienstleistungen an.
War die Gründungsgeneration mehrheitlich linksbürgerlich-reformorientiert ausgerichtet gewesen, wurden in den Folgejahren die konservativen und nationalistischen Tendenzen immer stärker. In den frühen 1930er-Jahren hatte die rechtsextreme Frontenbewegung an der Universität Zürich besonders viele Anhänger. Die Gründer der Nationalen Front, der wichtigsten faschistischen Partei der Schweiz, stammten aus dem SUZ-Umfeld. Immerhin gelang es den Fronten nicht, in der SUZ eine Dominanz auszuüben, wie sie etwa der NSDStB in den deutschen Universitäten während der Spätphase der Weimarer Republik innegehabt hatte. Die Mehrheit der Gremienmitglieder blieb nicht-frontistisch und die «politische Neutralität» der Studentenschaft wurde mehr oder weniger gewahrt.
In den späten 1930er-Jahren grenzte sich die SUZ klarer vom nationalsozialistischen Deutschland ab, in welchem sie eine Bedrohung für die Unabhängigkeit der Schweiz erblickte und setzte sich stattdessen für die militärische und geistige Landesverteidigung ein. Im Verlauf des Zweiten Weltkriegs änderte sich die politische Haltung der SUZ endgültig: 1943 solidarisierte sie sich mit von den Nationalsozialisten verfolgten Studierenden im besetzten Norwegen, 1944 forderte sie den Bundesrat auf, feierlich gegen die «Massenhinrichtungen von Auschwitz» zu protestieren die «noch lebenden Juden von diesem grausamen Los zu bewahren». In den 1950er-Jahren unterstützte die SUZ die Geflüchteten des Ungarischen Volksaufstand und nahm generell eine prononciert antikommunistische Haltung ein.
Nach 1968 wurde die SUZ zunehmend von der politischen Linken dominiert: Hochschulreform und Mitbestimmung standen auf der Traktandenordnung, ein allgemeinpolitisches Mandat wurde beansprucht. Der neue Kurs verschaffte der SUZ viele Feinde und führte zu vermehrten Konflikten mit den Behörden. Ein Glückwunschtelegramm an die nordvietnamesischen Studierenden anlässlich der Einnahme von Saigon, führte 1975 zur behördlichen Absetzung der studentischen Exekutive durch den Regierungsrat. 1977 reichten dann zwei Studenten einen Rekurs gegen die Pflichtgebühr der SUZ ein und argumentierten, es fehle ihr an einer gesetzlichen Grundlage. Der Regierungsrat hiess die Rekurse überraschenderweise gut und löste die SUZ auf. Die Kantonsregierung versuchte stattdessen, auf Verordnungsbasis eine neue Körperschaft mit Austrittsrecht und ohne Finanzautonomie oder Satzungsrecht zu gründen, die jedoch von der Mehrheit der Studierenden nicht als legitim angesehen und schlussendlich durch das Bundesgericht aufgelöst wurde – wiederum aufgrund fehlender gesetzlicher Grundlage. Viele der Dienstleistungen der SUZ lebten dennoch weiter: Die Darlehenskasse sowie die Zentralstelle der Studentenschaft (ZSUZ) wurden als Stiftungen ausgegliedert, wobei die ZSUZ 2017 Konkurs anmelden musste. Der Zürcher Student erschien weiter und wird heute unter dem Namen Zürcher Studierendenzeitung (ZS) durch einen unabhängigen Verein getragen.

### VSU, EGStR und StuRa (1978–2012)
Um weiterhin studentische Delegierte in Gremien der Universität wählen zu können, wurde der direkt gewählte Erweiterte Grosse Studentenrat (EGStR) geformt, dem jedoch ausdrücklich keine politische Vertretungsfunktion zukam. Die politische Vertretung der studentischen Interessen wurde durch einen privatrechtlichen Verein übernommen: den Verband der Studierenden an der Universität Zürich (VSU). Obwohl der VSU eine klar linke Gruppierung war, was die Beziehungen zu Universität und Erziehungsdirektion erschwerte, galt er lange als Ansprechpartner für Medien und übernahm de facto viele Aufgaben der SUZ.
Schon in den 1980er-, besonders aber in den 1990er-Jahren verschlechterte sich die finanzielle und personelle Situation des VSU. Die Mitgliederzahlen sanken von Tausenden zu Hunderten, der Vorstand war zuletzt kaum zu besetzen. 2005 wurde der VSU schlussendlich aufgelöst. Seine Rechtsnachfolge wurde von einem Verein übernommen, der heute noch an der Uni aktiv ist: der kritischen Politik, besser bekannt als kriPo.
Während der VSU kriselte, nahm die Bedeutung des offiziellen Studierendenparlaments zu: 1994 wandelte sich der EGStR durch eine Totalrevision seiner Allgemeinen Geschäftsordnung in den Studierendenrat (StuRa) um. Der StuRa war kein reines Wahlgremium mehr, sondern hatte nun offiziell die Aufgabe, die Studierenden politisch zu vertreten und wurde Mitglied des Verbands der Schweizer Studierendenschaften. Diese Aufgabe erledigte er auch trotz fehlender Rechtspersönlichkeit und finanzieller Abhängigkeit von der UZH erfolgreich, jedoch stets mit Ziel, wieder ein verfasste Studierendenschaft als öffentlich-rechtliche Körperschaft zu gründen. Entsprechende Versuche scheiterten jedoch 1987 und 2002 jeweils im Kantonsrat.

### VSUZH (seit 2012)
Erst am 29. August 2011, nach 35 Jahren ohne verfasste Repräsentation der Studierenden, stimmte der Kantonsrat mit 99 Ja, 72 Nein und 0 Enthaltungen einem Antrag zu, den Verband der Studierenden der Universität Zürich (VSUZH) als öffentlich-rechtliche Körperschaft im Universitätsgesetz zu verankern. Bürgerlichen Bedenken wurde durch ein Austrittsrecht, unabhängige Fachvereine und den Ausschluss des allgemeinpolitischen Mandat Rechnung getragen. Als die Änderung am 1. Oktober 2012 in Kraft trat, existierte offiziell wieder eine verfasste Studierendenschaft. Die Statuten wurden durch den Universitätsrat genehmigt, die ersten Wahlen durchgeführt und an der konstituierenden Sitzung vom 28. Mai 2013 nahm der VSUZH seine Arbeit auf.

## Archivbestände
- Bestand: Studentische Verwaltung, Studentenschaft der Universität Zürich.   Staatsarchiv des Kantons Zürich. 1870–1984.   Signatur: W II 12.
- Bestand: Verband der Studierenden an der Universität Zürich (VSU).   UZH Archiv. 1978–2005.   Signatur: PA.001.
- Bestand: Verband der Studierenden der Universität Zürich (VSUZH).   UZH Archiv. 2012–.   Signatur: L.2.